# Leichtathletikhalle im Arena-Sportpark
Die Leichtathletikhalle im Arena-Sportpark wurde für rund elf Millionen D-Mark in der nordrhein-westfälischen Landeshauptstadt Düsseldorf errichtet. Anlass war der Leichtathletik-Weltcup 1977 im damals benachbarten Rheinstadion. Der Arena-Sportpark bezeichnet die gesamte sportlich nutzbare Fläche des zum 2002 abgerissenen Rheinstadions gehörenden Geländes. 2004 wurde die Halle für mehr als zehn Millionen Euro saniert und modernisiert. Sie ist die größte Sporthalle der Stadt und besitzt eine ausfahrbare Tribüne.

## Ausstattung
Die Halle ist mit folgenden Sportmöglichkeiten ausgestattet:
- Stabhochsprunganlage
- Hochsprunganlage
- drei Weitsprunganlagen
- Trainingsanlage für Diskus- und Hammerwurf
- Trainingsanlage für Speerwurf
- Kugelstoßanlage
- drei Krafträume
- 200-Meter-Laufbahn
- 110-Meter-Trainingssprintbahn

## Sportliche Nutzung
In der Wintersaison (1. Oktober bis 31. März) finden in der Halle zahlreiche Veranstaltungen – hauptsächlich Leichtathletiksportfeste – statt.
Im Wesentlichen wird die Halle als Landesleistungszentrum Leichtathletik genutzt. Sie dient zahlreichen Spitzen- und Breitensportlern für den täglichen Trainingsbetrieb. Darüber hinaus steht sie den Düsseldorfer Schulen, den Vereinen sowie dem Breitensport zur Verfügung. Der ASC Düsseldorf nutzt die Halle als Trainingsstätte.